# Trachypauropus israelicus
Trachypauropus israelicus är en mångfotingart som beskrevs av Ulf Scheller 1999. Trachypauropus israelicus ingår i släktet Trachypauropus och familjen Eurypauropodidae. Inga underarter finns listade i Catalogue of Life.